# IC 830
IC 830 est une galaxie lenticulaire (spirale ?) située dans la constellation de la Grande Ourse. Sa vitesse par rapport au fond diffus cosmologique est de 5 009 ± 12 km/s, ce qui correspond à une distance de Hubble de 74,9 ± 5,3 Mpc (∼244 millions d'al). Cette galaxie a été découverte par l'astronome américain Lewis Swift en 1890.
Selon la base de données Simbad, IC 830 est une galaxie LINER, c'est-à-dire une galaxie dont le noyau présente un spectre d'émission caractérisé par de larges raies d'atomes faiblement ionisés.

## Groupe de NGC 4686
Selon A.M. Garcia, IC 830 fait partie du groupe de NGC 4686. Ce groupe de galaxies  compte au moins 10 membres. Les autres galaxies du groupe sont NGC 4566, NGC 4644, NGC 4669, NGC 4675, NGC 4686, NGC 4695, MCG 9-21-32 (NGC 4644B), MCG 9-21-33 et MCG 9-21-34.
Abraham Mahtessian mentionne aussi ce groupe, mais il n'y figure que quatre galaxies, soit NGC 4686 et NGC 4695 et deux galaxies non présentes dans la liste de Garcia, NGC 4646 ainsi que UGC 7905.